# LHX2
LHX2‏ (LIM homeobox 2) هوَ بروتين يُشَفر بواسطة جين LHX2 في الإنسان.